# John Ray Dunning
John Ray Dunning (* 24. September 1907 in Shelby, Nebraska; † 25. August 1975 in Key Biscayne, Florida) war ein US-amerikanischer Kernphysiker. Er war an der Entwicklung der Kernwaffen beteiligt.
Dunning absolvierte im Jahr 1929 die Nebraska Wesleyan University. Im Jahr 1934 promovierte er an der Columbia University. Im Jahr 1936 leitete er die Konstruktion eines Zyklotrons. 1935 wurde er Fellow der American Physical Society.
Dunning konnte die Experimente von Otto Hahn und Fritz Straßmann zur Kernspaltung reproduzieren und verifizieren. Im Jahr 1940 konnte die Gruppe um Dunning zeigen, dass das Uran-Isotop 235U eher als 238U geeignet zur Kernspaltung ist.
1948 wurde er zum Mitglied der National Academy of Sciences gewählt.